# فدراسیون بین‌المللی کارگران حمل و نقل
فدراسیون بین‌المللی کارگران حمل و نقل (انگلیسی: International Transport Workers' Federation) (ITF) یک فدراسیون جهانی اتحادیه‌های کارگری ترابری است که در سال ۱۸۹۶ بنیانگذاری شد. در سال ۲۰۱۷ دارای ۶۷۷ سازمان عضو در ۱۴۹ کشور بود که ۱۶٫۵ میلیون کارگر حمل و نقل را در بخش دریایی، بندر، جاده، راه‌آهن و هواپیمایی نمایندگی می‌کند.
ITF متحد با کنفدراسیون اتحادیه‌های کارگری بین‌المللی (ITUC) است. هر اتحادیه تجاری مستقل با اعضای صنعت حمل و نقل واجد شرایط عضویت در این فدراسیون می‌باشد.
ITF منافع اتحادیه کارگران حمل و نقل را در سازمان‌هایی مانند سازمان بین‌المللی کار (ILO)، سازمان بین‌المللی دریایی (IMO) و سازمان بین‌المللی هوانوردی بین‌المللی (ICAO) نمایندگی می‌کند. این فدراسیون همچنین اتحادیه‌ها را دربارهٔ تحولات صنعت حمل و نقل در کشورهای دیگر یا مناطق جهان آگاه می‌کند و در مواقعی که اتحادیه در تقابل با دولت باشند آنها را به همبستگی دعوت می‌کند.
دفتر مرکزی ITF در لندن قرار دارد و دارای دفترهایی در عمان، بروکسل، مسکو، نایروبی، دهلی نو، واگادوگو، ریودوژانیرو، سیدنی و توکیو است.